# Nimlot III
Pour les articles homonymes, voir Nimlot.
Nimlot III, roi d’Hermopolis vers 735 à 720 AEC. Il règne à la fin de la XXIIe dynastie en parallèle d'autres rois locaux au moment de la campagne de Piânkhy.

## Position chronologique
Si Nimlot III a assurément vécu à la même époque que Piânkhy, comme l'indique la stèle des victoires de ce dernier, sa position relative à Djéhoutyemhat, également roi d'Hermopolis, est discutée. En effet, Kitchen place Nimlot comme prédécesseur de Djéhoutyemhat tandis que Payraudeau place Nimlot comme le successeur de Djéhoutyemhat.

## Généalogie
Les origines de Nimlot sont inconnues, mais il semble lié aux rois de la XXIIe dynastie. Toujours est-il que son épouse, la reine Nestjenet, est fille royale, peut-être de Roudamon. 
Selon Kitchen, Nimlot est peut-être un fils du roi Osorkon III et il a peut-être été installé comme gouverneur d'Hermopolis par ce roi, vers 754 AEC. Il se serait alors proclamé roi vers 749 AEC.

## Règne

### Étendu du territoire
Nimlot III règne sur la ville et la région d'Hermopolis. Il a pour voisins divers rois et chefs de Basse et Moyenne-Égypte : les rois Osorkon IV de Tanis et Bubastis, Peftjaouaouibastet d'Héracléopolis et Ioupout II de Léontopolis et les chefs Tefnakht de Saïs, Bakennefy puis son fils Padiaset d'Athribis, Shéshonq puis son fils Pmouï de Bousiris, Djedamoniouefânkh de Mendès et son fils le général Ânkhhor à Hermopolis Parva, Akanash de Sebennytos et Patjenfy de Per-Sopdou ainsi que quelques chefs moins importants. La région thébaine est dirigée directement par les Koushites et leur roi Piânkhy.

### Campagne de Piânkhy

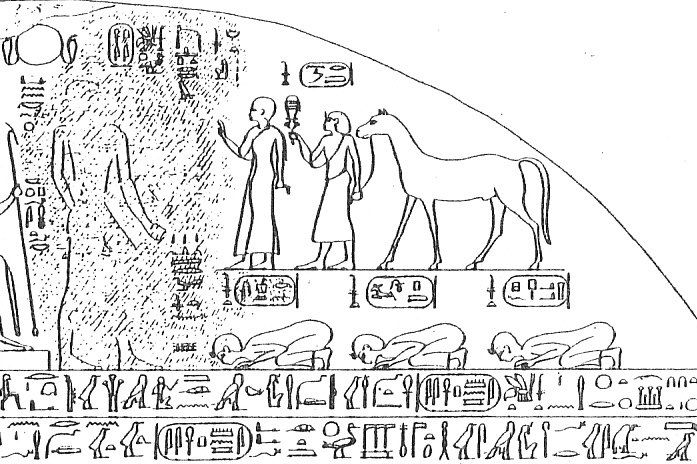
Partie droite du cintre de la stèle des victoires de Piânkhy, Nimlot est le roi debout portant le sistre et tenant le cheval, son épouse Nestjenet est devant lui.

Nimlot III, à l'origine allié de Piânkhy, est entré dans une coalition menée par Tefnakht dont l'objectif principal semble être la lutte contre l'expansion koushite. Cette coalition s'attaque en premier lieu au domaine de Peftjaouaouibastet, allié de Piânkhy, en prenant diverses villes au nord de Héracléopolis puis à la ville elle-même, qu'elle n'arrive pas à prendre. C'est à ce moment-là que Nimlot III, à l'origine alliée de Piânkhy, se retourne contre lui et rejoint la coalition en envoyant son armée au siège d'Héracléopolis. Piânkhy lance alors son armée vers Hermopolis. Nimlot III quitte le siège d'Héracléopolis et rejoint Hermopolis pour défendre la ville. Cette dernière tombe devant l'armée koushite. La personne venant négocier la reddition de la ville n'est non pas Nimlot mais son épouse Nestjenet, c'est peut-être cet épisode qui est à l'origine de la représentation de Nimlot derrière son épouse sur la stèle des victoires de Piânkhy. Nimlot se soumet donc à nouveau au roi koushite et verse un tribut, dont un sistre et un cheval, comme représenté sur la stèle des victoires de Piânkhy. Ce dernier, grand amateur de chevaux, fut extrêmement déçu de trouver les écuries de Nimlot en mauvais état, et le réprimanda sévèrement pour cette négligence,.
L'armée marche ensuite vers Héracléopolis et Memphis, où se trouve une partie importante de l'armée coalisée. Là, Piânkhy vainc la coalition. Peu de temps après, plusieurs rois et chefs de Mâ se soumettent une première fois à Piânkhy dans la ville d'Héliopolis. Piânkhy accepte leur soumission, mais la plupart des dirigeants ne sont pas autorisés à pénétrer dans l'enceinte royale parce qu'ils ne sont pas circoncis et ont mangé du poisson, deux abominations aux yeux des Koushites,,. Après une intervention dans le Delta, des rois et chefs de Mâ rencontrent à nouveau Piânkhy à Athribis où ils font acte de soumission. Ces éléments sont relatés dans la stèle des victoires de Piânkhy datée de l'an 21 de ce roi (soit 723 AEC). Comme représenté sur la stèle, Nimlot est l'un des quatre rois du Delta soumis par le conquérant nubien - les autres sont Ioupout II de Léontopolis, Osorkon IV de Tanis et Peftjaouaouibastet d'Hérakléopolis ; parmi le quatuor, Nimlot est représenté debout au lieu d'être agenouillé, car Piânkhy l'a choisi comme interlocuteur, alors que les autres étaient considérés comme « impurs », du fait qu'ils mangeaient du poisson. Si les rois (dont Nimlot III) et chefs se soumettent, ils sont autorisés autorisés à conserver leur domaine respectif, ce qui sera source d'ennuis pour les successeurs de Piânkhy.

### Fin du règne
Nimlot III a continué de régner à Hermopolis après la campagne de Piânkhy en tant que roitelet soumis à ce dernier. Si Kitchen donne Djéhoutyemhat conne probable successeur de Nimlot III, Payraudeau l'indique comme son prédécesseur et n'indique aucun successeur : il semble en effet qu'aucun roi ne gouverne la ville à partir du règne de Chabataka.